# Super Ninja
Super Ninja è una serie televisiva statunitense del 2011, creata da Leo Chu e Eric Garcia. Ha debuttato su Nickelodeon il 17 gennaio 2011 e ha cominciato a essere trasmessa il 16 aprile successivo. Il 15 marzo 2012 è stata rinnovata per una seconda stagione, che ha debuttato il 9 febbraio 2013. Successivamente la serie è stata cancellata.

## Trama
La serie ruota intorno Mike Fukanaga e i suoi amici Owen e Amanda. Dopo la morte del nonno, Mike riceve una misteriosa lettera che lo porta a scoprire di essere un ninja, discendente di una lunga dinastia di protettori della giustizia. Così, nottetempo, Mike, Owen e, più tardi, Amanda si trasformano in dei "super ninja" pronti a difendere la propria città. I tre sono guidati dall'ologramma del nonno di Mike, chiamato "Nonnogramma".

## Personaggi
- Mike Fukanaga, interpretato da Ryan Potter, doppiato da Jacopo Calatroni.
Mike è un ragazzo educato e timido, di etnia giapponese-americana, grande fan di Guerre stellari. Il ragazzo scopre di aver ereditato dal nonno defunto i poteri della loro antica dinastia di ninja. Mike è innamorato di Amanda, ma non ha mai avuto il coraggio di dichiararsi. La sua arma è un nunchaku.
- Owen Reynolds, interpretato da Carlos Knight, doppiato da Marco Benedetti.
Owen è il migliore amico di Mike e un membro dei Super Ninja. Eccentrico e divertente, ama la magia e il cibo, e talvolta è pigro. Minaccia Mike quando non ha il coraggio di fare delle cose, è un grande guerriero e la sua arma principale è il bō. Cerca sempre di impressionare le ragazze, soprattutto Kelly, la migliore amica di Amanda.
- Amanda McKay, interpretata da Gracie Dzienny, doppiata da Gea Riva.
Amanda è una cheerleader e il terzo membro della squadra. La sua famiglia è benestante e padrona dei casinò McKay. È innamorata di Mike, ma non ha il coraggio di dichiararsi. Molto metodica, le sue armi sono due tonfa.
- Hattori "Nonnogramma" Fukanaga, interpretato da George Takei, doppiato da Mario Scarabelli.
Nonno defunto di Mike, è il sensei dei Super Ninja. È un ologramma capace di capire e ascoltare, che fu realizzato da Hattori quando era ancora vivo.
- Yamato, interpretato da Travis Wong e Jake Huang e doppiato da Matt Yang King, doppiato in italiano da Marcello Cortese.
È l'allenatore robot dei Super Ninja.
- Martin Fukunaga, interpretato da Randall Park, doppiato da Gabriele Calindri.
È il padre vedovo di Mike, lavora come poliziotto ed è ingenuo e credulone.

## Episodi
| Stagione         | Episodi | Prima TV USA | Prima TV Italia |
| ---------------- | ------- | ------------ | --------------- |
| Prima stagione   | 25      | 2011-2012    | 2011-2012       |
| Seconda stagione | 13      | 2013         | 2013            |

## Riconoscimenti
- 2012 - Young Artist Awards
  - Nomination Best Performance in a TV Series - Recurring Young Actor a Brandon Soo Hoo
- 2012 – WGA Award (TV)
  - Children's Episodic & Specials a Eric Garcia e Leo Chu, per l'episodio "Hero of the Shadows"
- 2013 - Young Artist Awards
  - Nomination Best Performance in a TV Series - Recurring Young Actor a Brandon Soo Hoo